# Pollucite

La pollucite est un minéral de type zéolite de formule chimique (Cs,Na)2Al2Si4O12·2H2O. Elle contient également fréquemment du fer, du calcium, du rubidium ou du potassium. Ce composé est important en tant que minerai de césium et parfois de rubidium. Il forme une solution solide avec l'analcime.
Ce composé a été découvert en 1846 sur l'île d'Elbe (Italie) et a été baptisé en référence au Pollux de la mythologie du fait qu'il était fréquemment rencontré associé à la pétalite (connue précédemment sous le nom de castorite).
La pollucite cristallise dans le système cristallin cubique (groupe d'espace Ia3d) et forme des cristaux incolores ou de couleur blanche, grise, et plus rarement rose ou bleu. Il est rare de trouver des cristaux bien formés. Sa dureté est de 6,5 sur l'échelle de Mohs et sa densité de 2,9.
On trouve ce minerai dans des pegmatites riches en lithium, associé à du quartz, spodumène, pétalite, amblygonite, lépidolite, elbaïte, cassitérite, columbite, apatite, eucryptite, muscovite, albite ou microcline.

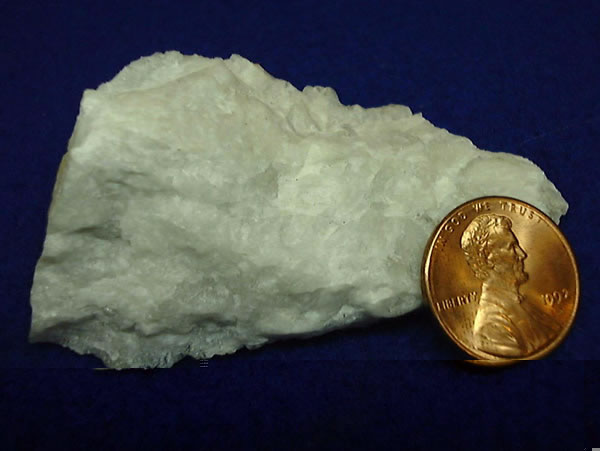
Pollucite, minerai de césium.